# Amolops
- Commons
- Wikispecies

Amolops é um género de anfíbio anuro pertencente família Ranidae.

## Espécies
- Amolops afghanus (Günther, 1858)
- Amolops akhaorum Stuart, Bain, Phimmachak, and Spence, 2010
- Amolops albispinus Sung, Hu, Wang, Liu, and Wang, 2016
- Amolops aniqiaoensis Dong, Rao, and Lü, 2005
- Amolops archotaphus (Inger and Chan-ard, 1997)
- Amolops assamensis Sengupta et al., 2008
- Amolops australis Chan, Abraham, Grismer, and Grismer, 2018
- Amolops bellulus Liu, Yang, Ferraris, and Matsui, 2000
- Amolops caelumnoctis Rao and Wilkinson, 2007
- Amolops chakrataensis Ray, 1992
- Amolops chayuensis Sun, Luo, Sun, and Zhang, 2013
- Amolops chunganensis (Pope, 1929)
- Amolops compotrix (Bain, Stuart, and Orlov, 2006)
- Amolops cremnobatus Inger and Kottelat, 1998
- Amolops cucae (Bain, Stuart, and Orlov, 2006)
- Amolops daiyunensis (Liu & Hu, 1975)
- Amolops daorum (Bain, Lathrop, Murphy, Orlov, and Ho, 2003)
- Amolops formosus (Günther, 1876)
- Amolops gerbillus (Annandale, 1912)
- Amolops gerutu Chan, Abraham, Grismer, and Grismer, 2018
- Amolops granulosus (Liu and Hu, 1961)
- Amolops hainanensis (Boulenger, 1900)
- Amolops himalayanus (Boulenger, 1888)
- Amolops hongkongensis (Pope and Romer, 1951)
- Amolops indoburmanensis Dever, Fuiten, Konu, and Wilkinson, 2012
- Amolops iriodes (Bain and Nguyen, 2004)
- Amolops jaunsari Ray, 1992
- Amolops jinjiangensis Su, Yang, and Li, 1986
- Amolops kaulbacki (Smith, 1940)
- Amolops kohimaensis Biju, Mahony, and Kamei, 2010
- Amolops larutensis (Boulenger, 1899)
- Amolops lifanensis (Liu, 1945)
- Amolops loloensis (Liu, 1950)
- Amolops longimanus (Andersson, 1939)
- Amolops mantzorum (David, 1872)
- Amolops marmoratus (Blyth, 1855)
- Amolops medogensis Li and Rao, 2005
- Amolops mengdingensis Yu, Wu, and Yang, 2019
- Amolops mengyangensis Wu and Tian, 1995
- Amolops minutus Orlov and Ho, 2007
- Amolops monticola (Anderson, 1871)
- Amolops nidorbellus Biju, Mahony, and Kamei, 2010
- Amolops nyingchiensis Jiang, Wang, Xie, Jiang, and Che, 2016
- Amolops ottorum Pham, Sung, Pham, Le, Ziegler, and Nguyen, 2019
- Amolops pallasitatus Qi, Zhou, Lyu, Lu, and Li, 2019
- Amolops panhai Matsui & Nabhitabhata, 2006
- Amolops ricketti (Boulenger, 1899)
- Amolops shuichengicus Lyu and Wang, 2019
- Amolops sinensis Lyu, Wang, and Wang, 2019
- Amolops spinapectoralis Inger, Orlov, and Darevsky, 1999
- Amolops splendissimus Orlov and Ho, 2007
- Amolops torrentis (Smith, 1923)
- Amolops tuberodepressus Liu and Yang, 2000
- Amolops viridimaculatus (Jiang, 1983)
- Amolops vitreus (Bain, Stuart, and Orlov, 2006)
- Amolops wenshanensis Yuan, Jin, Li, Stuart, and Wu, 2018
- Amolops wuyiensis (Liu and Hu, 1975)
- Amolops xinduqiao Fei, Ye, Wang, and Jiang, 2017
- Amolops yatseni Lyu, Wang, and Wang, 2019
- Amolops yunkaiensis Lyu, Wang, Liu, Zeng, and Wang, 2018